# Neobisium paucedentatum
Espèce
Neobisium paucedentatum est une espèce de pseudoscorpions de la famille des Neobisiidae.

## Distribution
Cette espèce est endémique de Andalousie en Espagne. Elle se rencontre à Iznalloz dans la grotte Cueva del Agua.

## Description
Neobisium paucedentatum mesure de 3,5 à 4,4 mm.

## Publication originale
- Mahnert, 1982 : Neue hohlenbewohnende Pseudoskorpione aus Spanien, Malta und Griechenland (Arachnida, Pseudoscorpiones). Mitteilungen der Schweizerischen Entomologischen Gesellschaft, vol. 55, no 3/4, p. 297-304.